# Oeno
Oeno je malý korálový atol v Tichém oceánu. Patří mezi čtyři Pitcairnovy ostrovy a je z nich třetí největší. Nejvyšší bod dosahuje pouze 4 m n. m. Oeno byl připojen k Pitcairnovým ostrovům v roce 1938, předtím patřil Velké Británii. Leží asi 141 km od hlavního města Pitcairnových ostrovů, Adamstownu.